# Receptionsteori
Receptionsteori er en variant af litteraturanalysen, hvor der især lægges vægt på læserens opfattelse eller modtagelse af et litterært værk. Selve værkets tekst er først levende, når den er læst og fortolket. I litteraturstudier henvises ofte til den tyske teoretiker Wolfgang Isers hermeneutiske forståelse af læseprocessen. På denne baggrund udviklede Hans-Robert Jauss receptionsbegrebet i løbet af 1960-erne. Han opfattede teksten som en konstruktion af spor, som efterlader nogle tomme pladser, som læseren selv skal fylde ud. Enhver fortolkning vil være afhængig af læserens sociale og kulturelle baggrund. Det er derfor sandsynligt, at jo større fælles baggrund, forfatteren og læseren har, desto mere vil læseren kunne opfatte forfatterens mening med teksten, ligesom det er sandsynligt, at to læsere med meget forskellig kulturel baggrund vil læse teksten meget forskelligt. For receptionsteorien er læseren en aktiv og dynamisk aktør, der bringer teksten i dialog med andre tekster. I forskningssammenhæng er der derfor fokus på læserens reaktion på forskellige tekster. Da alle fortolkninger i princippet er lige gode, er det mere interessant at undersøge, hvordan flertallet af læsere tolker teksten end at kende forfatterens egen udlægning. Når teksten er udgivet, tilhører den ikke længere forfatteren. 
Kulturanalytikeren Stuart Hall har overført receptionsbegrebet fra litterære tekster til en mere generel teori om forholdet mellem kulturformidlere og brugere af kultur. Denne anvendelse af begrebet er bl.a. foretaget inden for arkitektur, filmanalyse og teatervidenskab.   